# Marie Anne Stephan
Marie Anne Stephan ou Anne Marie Stephan (née le 23 août 1898 à Esquibien et morte le 8 juin 1944 à Brest) est une résistante du mouvement Défense de la France à Brest. Arrêtée, elle est torturée et meurt pendant sa détention dans des circonstances inconnues.

## Biographie
Marie Anne Saouzanet, surnommée Anna, est née à Esquibien le 23 août 1898. Elle est la fille de Noël Saouzanet, soudeur, et de Marie Anne Mens, ménagère, domiciliés à la Croix Rouge.
Elle travaille comme couturière à Esquibien.
Elle épouse le 16 juillet 1923, Alain Stéphan (1899-1937), quartier-maître tailleur dans la Marine nationale et ancien combattant de la Première Guerre mondiale, de la commune de Mahalon. Son mari décède prématurément le 30 octobre 1937.
Elle rejoint la Résistance au second semestre 1943 dans le groupe Action Directe, le corps franc du mouvement de résistance Défense de la France. Il s’implante à Brest en 1943 sous l’impulsion de Georges Dauriac et prône une action immédiate pour saboter la machine de guerre allemande. Ses membres prennent beaucoup de risques, effectuent des opérations coup-de-poing, des descentes dans les mairies pour voler des tickets d’alimentation, récupèrent des armes, cambriolent des officiers allemands.
Marie Anne Stephan cache des armes, munitions, tracts et papiers compromettants du groupe. Elle héberge des résistants dans son logement du 14 rue Coat-ar-Guéven à Brest et y accueille des réunions. Elle ne participe pas directement aux coups de mains, mais est considérée comme membre à part entière du groupe Action Directe.
Elle est arrêtée à son domicile le 22 mars 1944 (ou le 18 selon les sources) par des agents de l'Aussenkommando du S.D de Brest en même temps que sa nièce Noélie Jaouen qui se trouve chez elle à ce moment-là. Elles sont emmenées à l'école de Bonne-Nouvelle pour être interrogées puis internées au poste de police de Saint-Martin,.
Les résistants du groupe Action Directe réussissent à faire évader Noélie Jaouen le 29 mars 1944, en braquant à main armée le policier qui l'escorte pour chercher la soupe pour les détenus. Quelques jours plus tard, ils essaient de faire évader Marie-Anne Stephan de la même façon mais elle réussit in extremis à prévenir Yves Hall, qui s'apprête à l'intercepter, qu'il s'agit d'un piège destiné à les capturer,.
Dès lors, pour éviter tout risque d'évasion, Marie-Anne Stephan est maintenue à l'isolement au commissariat central de Brest. Des consignes sont données pour qu’elle soit abattue sur le champ si quoi que ce soit se produisait. Elle continue d'être interrogée, violemment torturée au point d'en avoir les jambes brisées, mais ne livre aucune information.
Sa trace disparaît à ce moment-là et on ne sait pas ce qui lui est arrivé.
Elle est déclarée morte le 8 juin 1944.

## Hommages
Une allée de Brest porte le nom d'allée Marie Anne Stephan depuis 1984.
Le 8 mai 2006, le nom d'Anna Saouzanet est donné à une rue d'Audierne (Esquibien).

## Distinctions
- Médaille militaire (1951)
- Croix de guerre 1939–1945, avec étoile de Vermeil (1950)
- Médaille de la Résistance française à titre posthume (décret du 17 septembre 1987)[8],[9].
- Citations à l’ordre du corps d’Armée (1947, 1950)
- Reconnue Morte pour la France, pour ses actions dans la résistance